# 毛狭叶崖爬藤
毛狭叶崖爬藤（学名：Tetrastigma serrulatum var. pubinervium）为葡萄科崖爬藤属狭叶崖爬藤的变种。分布在中国大陆的云南、西藏等地，生长于海拔2,300米至2,600米的地区，见于山谷林中，目前尚未由人工引种栽培。